# 熟女真
熟女真是指编入辽国户籍的女真人，与生女真相对应，分布于辽帝国东南一带，东至日本海沿岸，契丹设置大王府统治该地区的属部。《金史》记载：“其南者籍契丹，号熟女真；其在北者不在契丹籍，号生女真。”。

## 部落分布
- 鸭绿江女真或渤海女真，祖居辽东到鸭绿江东西两岸一带，高丽则称为西北女真或西蕃。(今长白山到朝鲜平安北道、慈江道)

## 行政區劃
契丹統治時期，將轄下支配的熟女真分為耀州、賓州、海州、銅州、教州、崇州、興州、荊州、荷州、朝州、盧州、賓州、郵州、鐵州、定理州、懷北州、麓州、廣州等十八州。